# Cape Town (miniserie)
Cape Town (también conocida como "Dead Before Dying"), es una miniserie de televisión sudafricana-alemana transmitida desde el 23 de junio del 2016 hasta ahora, en Alemania la serie fue estrenad el 4 de julio del 2016.
La miniserie está basada en la novela "Dead Before Dying" del autor sudafricano Deon Meyer.
Creada por Annette Reeker, y ha contado con la participación invitada de los actores Aidan Whytock, Alex McGregor, Nic Rasenti, Zak Rowlands, entre otros...

## Historia
El capitán y oficial de la policía Mat Joubert, solía ser el mejor y resolvía todos los crímenes que llegaban a la estación atrapando a los criminales, pero eso fue hace un año, antes de que su esposa Lara quien también trabajaba para la policía fuera asesinada mientras se encontraba realizando un trabajo encubierto. Después de su muerte el mundo de Mat se viene abajo, perseguido por el pasado y sin tener recuerdos claros sobre lo que le pasó con su esposa, se la pasa bebiendo, fumando y pensando en suicidarse. Sin embargo cuando el nuevo coronel exige que todos los oficiales de la policía tener un mejor acondicionamiento físico y mental (incluyendo ejercicio, nutrición y psicoterapia), Mat sólo tiene seis meses para mejorar si quiere continuar en la policía.
Adicionalmente Mat es asignado con un nuevo compañero Sanctus Snook, quien era un ex-colega de su esposa Lara, al inicio Mat tiene problemas con su nuevo compañero y cree que haber sido asignado con él no es una coincidencia. Pero cuando un hombre de negocios exitoso es encontrado muerto usando una máscara de Albert Einstein los dos se unen para investigar el crimen, sin embargo cuando más hombres son asesinados, la policía descubre que todos los crímenes son cometidos con la misma arma alemana.
Mientras tanto en otro lugar en Cape Town Mat y Sanctus son llamados para investigar los crímenes que están ocurriendo en contra de varias mujeres modelos quienes están siendo drogadas, abusadas y asesinadas.

## Personajes

### Personajes principales
| Actor             | Personaje          | Ocupación                                        | Episodios | Duración        |
| ----------------- | ------------------ | ------------------------------------------------ | --------- | --------------- |
| Trond Espen Seim  | Mat Joubert        | Capitán y Detective de la Policía                | 6         | 2016 - presente |
| Boris Kodjoe      | Sanctus Snook      | Detective de la Policía                          | 6         | 2016 - presente |
| Arnold Vosloo     | Robin van Rees     | ex-Oficial                                       | 6         | 2016 - presente |
| Marcin Dorocinski | Christian Coolidge | -                                                | 6         | 2016 - presente |
| Jessica Haines    | Hanna Nortier      | Terapeuta Especializada en Víctimas de Violación | 6         | 2016 - presente |
| Isolda Dychauk    | Irena Krol         | Huérfana                                         | 6         | 2016 - presente |
| Jody Abrahams     | Bart de Wit        | -                                                | 6         | 2016 - presente |
| Ian Roberts       | Gerbrand Vos       | -                                                | 6         | 2016 - presente |
| Nandi Horak       | Rosina Windburg    | -                                                | 6         | 2016 - presente |
| Axel Milberg      | Norbert Wernicke   | -                                                | 5         | 2016 - presente |

### Personajes secundarios
| Actor               | Personaje          | Ocupación | Episodios | Duración        |
| ------------------- | ------------------ | --------- | --------- | --------------- |
| David Butler        | Dries Moorfood     | -         | 6         | 2016 - presente |
| Paul Pieterse       | -                  | Asesino   | 6         | 2016 - presente |
| Mary-Anne Barlow    | Margaret Wallace   | -         | 5         | 2016 - presente |
| Eddy Bokombe        | Christmas Tsiki    | -         | 5         | 2016 - presente |
| Andrea Dondolo      | Betsie Mbala       | -         | 5         | 2016 - presente |
| Danny Keogh         | Mike de Villiers   | -         | 5         | 2016 - presente |
| Colin Moss          | Brian Louis        | -         | 5         | 2016 - presente |
| Treasure Tshabalala | Leo Brunatus       | -         | 5         | 2016 - presente |
| Leeanda Reddy       | Kumari Nayar       | -         | 5         | 2016 - presente |
| Kim Syster          | Angel              | -         | 5         | 2016 - presente |
| Irshaad Ally        | Owen Snook         | -         | 4         | 2016 - presente |
| Bart Fouche         | Alexander McDonald | -         | 4         | 2016 - presente |
| Deon Lotz           | Prof. Philip Pagel | Profesor  | 4         | 2016 - presente |
| Karl Thaning        | Carsten Petterson  | -         | 4         | 2016 - presente |
| Warrick Grier       | Ferdy Ferreira     | -         | 4         | 2016 - presente |
| Vusi Kunene         | Vitus Moremi       | -         | 4         | 2016 - presente |
| Jonathan Pienaar    | Oliver Nienaber    | -         | 4         | 2016 - presente |

### Antiguos personajes secundarios
| Actor           | Personaje         | Ocupación             | Episodios | Duración | Estado | Causa                                    |
| --------------- | ----------------- | --------------------- | --------- | -------- | ------ | ---------------------------------------- |
| Jenna Upton     | Lara Joubert      | Oficial de la Policía | 5         | 2016     | Muerta | asesinada                                |
| Anna Baranowska | Galia Gorischenko | -                     | 4         | 2016     | Muerta | asesinada, se ahogó luego de ser drogada |

## Episodios
La primera temporada de la miniserie estuvo conformada por 6 episodios. 

## Producción
La miniserie está basada en la novela "Dead Before Dying" del escritor sudafricano Deon Meyer. Fue creada por Annette Reeker, es dirigida por Peter Ladkani y cuenta con los escritores Reeker y Mark Needham, este último tradujo la serie del alemán a inglés.
Cuenta con los productores Samantha Putter, Adam Friedlander, Boris Kodjoe, así como con los productores ejecutivos Zeljko Karajica, Daniel March, Annette Reeker y Klaus Zimmermann; así como con el productor asistente Brecht Driesen, con Marlene Schlegel y los productores de línea Patty Barth y Lynne-Anne Vosloo.
La música está a cargo de Andreas Helmle, mientras que la cinematografía es realizada por Florian Schilling y la edición está a cargo de Nina Meister y Nathalie Puerzer.
La serie es filmada en Cape Town, Provincia Occidental del Cabo, Sudáfrica.
Cuenta con la compañía de producción alemana "All-in-production".

### Emisión en otros países
| País     | Título | Cadena                       | Fecha de Inicio          | Fecha de Finalización |
| -------- | ------ | ---------------------------- | ------------------------ | --------------------- |
| Alemania | -      | 13 street                    | 5 de julio de 2016       | -                     |
| -        | -      | Universal Channel (DStv 117) | 7 de septiembre de 2016  | -                     |
| Francia  | -      | 13e rue                      | 18 de septiembre de 2016 | -                     |
| Polonia  | -      | TVN                          | 23 de junio de 2016      | -                     |